# Norbury Park

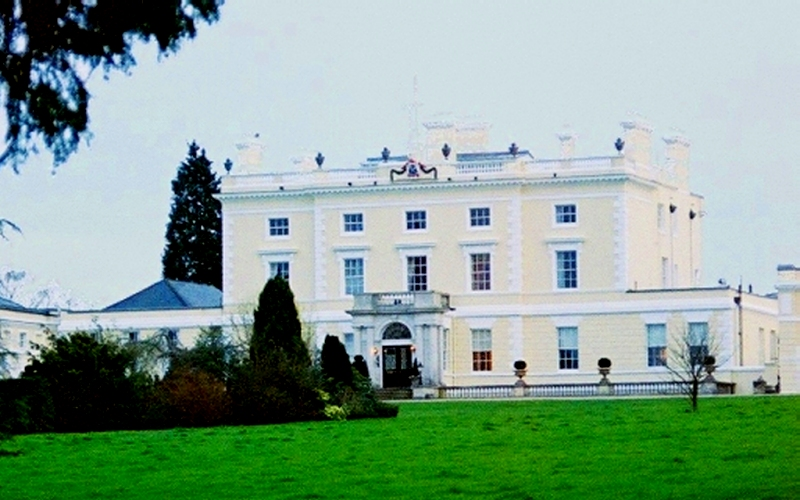
Das heutige Herrenhaus von 1774

Norbury Park ist der Name eines Parks mit Wald- und landwirtschaftlich genutzten Flächen bei Leatherhead und Dorking in der englischen Grafschaft Surrey, sowie seines heutigen Landhauses. Das Stück Land erscheint bereits im Domesday Book von 1086 und das heutige Herrenhaus wurde 1774 errichtet. Das größtenteils erhöht liegende Grundstück liegt in einer Flussschleife des River Mole und gehört zum Teil zur Gemeinde Mickleham, zum Teil zur Gemeinde Westhumble. Der Box Hill, heute südöstlich des Anwesens gelegen, gehörte einst dazu.
Ein kleiner Schatz aus der Bronzezeit, bestehend aus zwei Palstabe-Äxten und einem Ortband einer Säbelscheide von etwa 1150–1000 v. Chr. wurde 2003 im lichten Wald an der Westseite des Parks entdeckt. Im Park findet man auch das Druids Grove, das auch auf Karten der Ordnance Survey verzeichnet ist, ein wichtiger Hain von Eiben, der von Druiden apokryphisch für Rituale und Zeremonien genutzt wurde. Diese Bäume gehören zu den ältesten in Großbritannien. Die Grundherrschaft wurde eine Zeitlang auch Northbury genannt.

## Geschichte

### Anwesen
Der Park gehörte zwei Jahrhunderte lang der Familie Stydolf. Der Tagebuchschreiber John Evelyn beschrieb einen Besuch des Box Hill und des Norbury Park im August 1655. Letzterer gehörte damals Sir Francis Stydolf. Dessen Sohn Richard, den König Karl II. zum Baronet Stydolf erhob, erbte später das Anwesen von seinem Vater und vererbte es an seine Tochter weiter, die Thomas Tyron aus Leatherhead heiratete. Das Anwesen blieb bis 1766 in der Familie Tryon. Dann verkaufte es Charles Tryon (der Vater von William Tryon, damals Gouverneur der Province of North Carolina) an William Locke, einen Londoner Kunstkritiker.

### Herrenhaus
Locke ließ das ursprüngliche Herrenhaus in der Flussaue des River Mole abreißen und 1774 das bis heute erhaltene nach Plänen von Thomas Sandby bauen. Locke beauftragte auch den irischen Landschaftsarchitekten George Barrett sen. Mit der Ausgestaltung eines der Hauptempfangsräume.

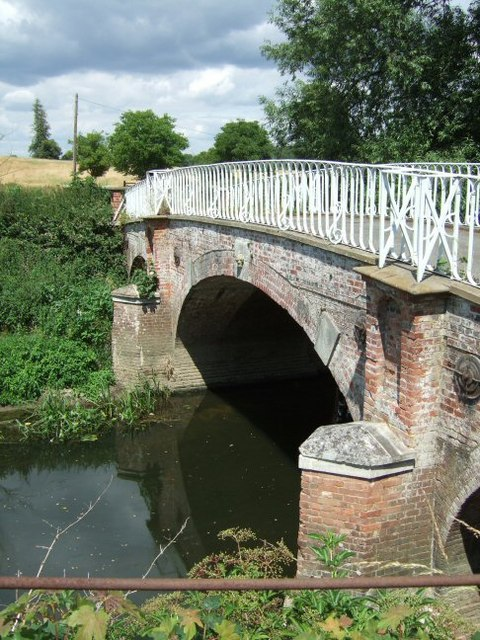
Weir Bridge von 1840 über den River Mole, ein historisches Bauwerk II*. Grades.

Locke starb 1810 und seine Familie verließ Norbury Park 1819. Ebenezer Fuller Maitland, der frühere Parlamentsabgeordnete für Wallingford, kaufte das Haus um 1822 und tauschte es später bei Henry Piper Sperling gegen Park Place in Remenham in Berkshire ein. Sperling blieb 24 Jahre lang in Norbury Park, ließ die Gärten um das Haus anlagen und die Weir Bridge über den River Mole bauen, die heute noch steht und als historisches Bauwerk II*. Grades gelistet ist.
1850 kaufte Thomas Grissell das Anwesen. 1911 wohnte dort Leopold Salomons. Die Familie Salomons überantworteten den Box Hill am 23. September 1915 dem Staat. Das Anwesen Norbury Park scheint vom Nachlassverwalter der Salomons’ zum Teil aufgeteilt worden zu sein. Das Herrenhaus, die Pferdezucht und 257 Hektar Parkland wurden im September 1916 an William Corry verkauft. Im August 1922 verkaufte er das Anwesen an Sir Edward Mountain, den Vorstandsvorsitzenden der Eagle Star Insurance Company.
Das Surrey County Council kaufte im Juli 1930 540 Hektar Land von Norbury Park für £ 85.000 (heute etwa £ 4.846.000), um das Land vor Bodenspekulanten zu schützen. Auch heute noch gehört dieses Land der Grafschaftsverwaltung, die es für den Surrey Wildlife Trust verwaltet.
Marie Stopes, die britische Wissenschaftlerin und Autorin, lebte von 1938 bis 1958 im Herrenhaus von Norbury Park. Sie war Anfang der 1920er-Jahre eine aktive Befürworterin der Sexualerziehung und der Geburtenkontrolle. Ihr Buch Married Love, das 1918 veröffentlicht wurde, war das erste Handbuch der Sexualität, dessen Sprache einfach genug war, um von der breiten Öffentlichkeit verstanden zu werden. 1921 eröffnete sie die erste Klinik für Geburtenkontrolle in London. Nach ihrem Tod 1958 vermachte sie Norbury Park der Royal Society of Literature, deren Mitglied sie war. Das Haus wurde später an Philip Spencer, einen Industriellen, verkauft.